# Giovanni Stelli
Giovanni Stelli talijanski je profesor filozofije, novinar, pisac i povjesničar rođen 1941. godine u Rijeci. Radi na Istraživačkom institutu regije Umbrije u Perugii te predaje pedagogiju na Sveučilištu Basilicata u Potenzi. Fokusi stručnog rada Stellija su filozofija i njemački idealizam, a uz to se bavi poviječću rodnog kraja.
Predsjednik je Društva za istraživanje Rijeke u Rimu od 2017. godine.

## Djela
- Povijest Rijeke od nastanka do naših dana. (hrvatski) Comunita degli Italiani di Fiume - Zajednica Talijana Rijeka, Rijeka 2020, ISBN 978-953-96921-4-6
- Storia di Fiume dalle origini ai giorni nostri. (talijanski) Biblioteca dell'Immagine, Pordenone 2016, ISBN 978-8863912425
- Pianosophia tecnica e arte. (talijanski) Guida, Napoli 2008, ISBN 978-8860424075 koautorstvo s Paolo Spagnolo

## Vanjske poveznice
Giovanni Stelli na mrežnim stranicama Academia.edu
Bibliografija autora na stranicama zam.it